# نلا واکر
نلا واکر (انگلیسی: Nella Walker; ۶ مارس ۱۸۸۶ – ۲۲ مارس ۱۹۷۱) بازیگر سینما و هنرمند وودویل اهل ایالات متحده آمریکا بود.

## گزیدهٔ فیلم‌شناسی
- سابرینا (۱۹۵۴)
- دو خواهر اهل بوستون (۱۹۴۶)
- گردن‌بند (۱۹۴۶)
- می‌خواهی بخواه، نمی‌خواهی نخواه (۱۹۴۴)
- سربازان نیروی هوایی (۱۹۴۳)
- یک دختر، یک مرد و یک ملوان (۱۹۴۱)
- کیتی فویل (۱۹۴۰)
- استلا دالاس (۱۹۳۷)
- سه دختر زرنگ (۱۹۳۶)
- دردسر در بهشت (۱۹۳۲)
- تحت هر شرایطی (۱۹۳۰)